# 餘有限空間
若給定一個集合{\displaystyle X}，{\displaystyle Y}為{\displaystyle X}的子集，使得差集{\displaystyle X-Y}為有限集合，則稱{\displaystyle Y}為{\displaystyle X}的餘有限集（cofinite）。
類似地，若給定一個集合{\displaystyle X}，{\displaystyle Y}為{\displaystyle X}的子集，使得差集{\displaystyle X-Y}為可數集，則稱{\displaystyle Y}為餘可數集（cocountable）。
上述的東西都是一些很自然地推廣，當我們開始從有限集合進入到無限集合時。

## 餘有限拓撲

### 餘有限拓撲
餘有限拓撲是收集集合{\displaystyle X}內所有子集{\displaystyle Y}與集合{\displaystyle X}的相對差集為有限集合的集合{\displaystyle Y}，並將{\displaystyle Y}定義為開集的拓撲，這樣的拓撲空間稱為餘有限空間。符號上，
{\displaystyle {\mathcal {T}}=\{A\subseteq X\mid A=\varnothing {\mbox{ or }}X\setminus A{\mbox{ is finite}}\}}

### 性質
餘有限拓撲的性質有：
- 可傳子：餘有限空間的子空間也是餘有限的。
- 緊緻、列緊
- T1空間而非T2空間
- Lindelöf空間
- 連通空間
- 可析空間
- 餘有限拓撲是最粗糙的T1空間：所有X 上的T1拓樸必定包含X 的餘有限拓撲。
- 若X 是有限的，則X 上的餘有限拓樸與離散撲拓相同。

類似地可定義餘可數空間。它必是Lindelöf空間和連通空間。

## 例子

### EX1
我們讓{\displaystyle X=\mathbb {N} } ，則集合{\displaystyle \{3,4,5\}},{\displaystyle \{2\}},{\displaystyle \{1,3,5,7\}}都是有限集合，因此他們的補集{\displaystyle \{1,2,6,7,8,...\}},{\displaystyle \{1,3,4,5,6,7,8,...\}},{\displaystyle \{2,4,6,8,9,...\}}都是餘有限拓樸內裡。
但是並不是所有的無限集合都會在餘有限拓樸中，例如我們取所有偶數的集合，他顯然是自然數的子集，但是他不在餘有限拓樸中，因為他的補集並不是有限的。同樣的道理，所有奇數的集合也不在餘有限拓樸中。